# Barabás
Barabás – wieś graniczna w północno-wschodniej części Węgier, w pobliżu miasta Vásárosnamény oraz granicy z Ukrainą. Wieś liczy 746 mieszkańców (2012) i zajmuje obszar 38,19 km².

## Położenie
Miejscowość leży na obszarze Wielkiej Niziny Północnej wchodzącej w skład Wielkiej Niziny Węgierskiej, w pobliżu granicy ukraińskiej. Administracyjnie należy do powiatu Vásárosnamény, wchodzącego w skład komitatu Szabolcs-Szatmár-Bereg.